# Napoleon Niculae Antonescu
Napoleon Niculae Antonescu (n. 20 octombrie 1934, Teiș, județul Dâmbovița) este un fost deputat român în legislatura 1996-2000, ales în județul Prahova pe listele partidului PDSR precum și în legislatura 2000-2004.
Prof. univ. dr. ing. Niculae Napoleon Antonescu este membru de onoare al Academiei de Științe Tehnice din România, fost rector al Universității de Petrol-Gaze. 